# Медийна грамотност
Медийна грамотност е способността да се идентифицират различни видове медии и да се декодират съобщенията, разпространявани чрез тях. Отнася се до уменията, знанията и разбирането, които позволяват на потребителите да използват медиите ефективно и безопасно и е призната за една от ключовите компетентности на XXI век. В Нидерландия се борави и с израза медийна мъдрост [mediawijsheid], разбирана като „съзнателна и активна употреба от страна на гражданите на всички налични медии – цифрови и аналогови – за да участват оптимално в днешното общество и да оптимизират качеството си на живот“.
През 60-те години на ХХ век медийният теоретик Маршал Маклуън синтезира ефекта на медиите с прочутата си сентенция „средството е съобщението“ (medium is the message). С това твърдение Маклуън иска да каже, че различните видове медии предават съобщения по различен начин и че медията, предаваща съобщението, играе фундаментална роля върху формата на съдържанието. Експертът по компютърни науки Алън Кей отбелязва: „Всяко средство се отличава по специфичния начин, по който представя идеи, които акцентират върху определени начини на мислене и пренебрегват други“.
Според германския философ Юрген Хабермас съвременното общество зависи не само от технологичния напредък, но и от способността да критикува и разсъждава колективно за собствените си традиции, които не са непременно в интерес на отделните индивиди. За да могат да променят определени традиции, хората трябва да разсъждават заедно в публичната сфера, което води до консенсус, носи промяна и засилва обществото. Разумът, смята Хабермас, лежи в сърцевината на всекидневната комуникация, говорейки за комуникативен разум или комуникативно действие – той не е свързан с откриването на абстрактни истини, а с нуждата на човека да се аргументира пред другите, с вътрешните импулси на дискурса. През 60-те и 70-те Хабермас прави извода, че има връзка между комуникативния разум и това, което нарича публична сфера – действителна или въобразена общност, която не съществува непременно в никое подлежащо на идентифициране пространство. Според него успехът на публичното пространство се основава на рационално-критичен дискурс – всеки е равен участник, a върховното комуникационно умение е силата на аргумента.
„Носещата конструкция“ на дефиницията за медийната грамотност като способността за „достъп, анализ, оценка и производство на печатни и електронни медии“, която е валидна и днес, е завършена през 1992 година от National Leadership Conference on Media Literacy (NLCML) в САЩ. С малки различия тези елементи също се прилагат от щатския Център за медийна грамотност (CML), Националната асоциация за медийно образование (NAMLE) и Коалицията за действие за медийно образование (ACME) – три от основните двигатели за развитието на медийната грамотност и медийното образование в САЩ.

## Дефиниции
Съществуват десетки дефиниции на медийната грамотност. В своя анализ на състоянието на медийната грамотност към 2010 година The State of Media Literacy американският изследовател в областта на медиите У. Джеймс Потър (професор във факултета по комуникации в Калифорнийския университет в Санта Барбара) включва повече от 40 дефиниции и помества данни от различни търсения в Google по ключова фраза „media literacy“.
Отсъствието на универсално възприета дефиниция за медийната грамотност е причина за различията в нейното концептуализиране, отбелязано е и в доклада на Европейската аудиовизуална обсерватория към Съвета на Европа от 2016 година „Картографиране на практиките и действията в сферата на медийната грамотност в EU-28“, изготвен по поръчка на Европейската комисия. Въпреки че е почти невъзможно да се обхванат всички съществуващи дефиниции за медийната грамотност, има опити за организирането, класифицирането и синтезирането им и У. Потър е сред изследователите със сериозни заслуги за това. Той извежда няколко основни теми, застъпени в различните дефиниции, а именно:
- Масмедиите имат потенциала да упражняват широк спектър потенциално негативни ефекти върху отделни личности
- Целта на медийната грамотност е да помага на хората да се предпазват от потенциално негативните ефект
- Медийната грамотност трябва да бъде развивана – никой не се ражда медийно грамотност. Развиването на медийна грамотност е безкраен процес, тъй като никой никога не достига до етап на абсолютно завършена медийна грамотност.
- Медийната грамотност е пространство с много измерения, в т.ч. когнитивни, емоционални, естетически и морални.[10]

В The State of Media Literacy самият Потър дефинира медийната грамотност като средство, чиято основна цел е „да диагностицира потенциално негативен медиен ефект и или да имунизира хората срещу изявата на такъв ефект, или да му противодейства, ако такъв вече се е проявил.
Сред експертите по медийна грамотност липсва единомислие по някои от нейните фундаменти. Така например мнозина отхвърлят протекционистката философия и схващането, че основата роля на медийната грамотност трябва да бъде да предпазват децата от лоши послания, като в процеса омаловажават и заклеймяват любимите им телевизионни програми, музикални видеоклипове и видеоигри. Протекционизъм оказва по-голямо влиянието върху социологическата литература, касаеща ролята на медийна грамотност, и не толкова върху учените, чиито трудове обхващат дисциплинарния пейзаж на реториката, английското образование, филмовите изследвания, технологичното образование и други области – повечето от тях отхвърлят изрично протекционисткия подход към образованието по медийна грамотност.
Експертът по медийно образование и взаимодействие с електронните медии Дейвид Бъкингам не отхвърля изцяло концепцията за медийната грамотност като вид имунизация, но вярва преди всичко в подхода, съсредоточен върху критичното мислене и демокрацията на участие. В статия, озаглавена The State of Media Literacy: A Response to Potter, Рене Хобс – професор по комуникационни изследвания в Harrington School на Университета на Роуд Айлънд, основател и директор на Media Education Lab и пионер в медийното образование, отличена през 2018 година с Research Excellence Award, изтъква едностранчивия подход на Потър. Тя твърди, че концептуализирайки медийната грамотност като средство за противодействие на негативните ефекти на масмедиите и популярната култура, той не успява да улови дълбочината и комплексната природа на нейното поле, като при това застъпва визия за медийна грамотност, отхвърлена от Националната асоциация за обучение по медийна грамотност (националната организация за членство в областта). Той също така неглижира многото новаторска и важна работа, свършена от учените в областта на комуникациите, образованието и публичното здраве през последните десет години и не споменава нищо за развитието на редица инициативи, свързани с медийната грамотност на преподаватели както във формалното, така и в неформалното образование. Хобс подчертава, че онези, които виждат образованието по медийна грамотност просто като противоотрова срещу експозицията на масмедиите, може неволно да не успяват да видят по-широкия спектър от цели на това образование. Така те пропускат важни доказателства и информация, които допринасят за развитието на цифровата и медийната грамотност както в САЩ, така и навсякъде другаде.
В рамките на едно кратко изречение медийната грамотност е формулирана в комюникето на Европейската комисия от 2006 година във връзка с провеждането на публична консултация за медийната грамотност в информационното общество като способността да се съди за истинската стойност на медийното съдържание и да се правят съзнателни избори.
При разработването на политики от първостепенно значение е да се гарантира, че терминът „медийна грамотност“ и неговите еквиваленти съдържат като съставна част и в допълнение на техническите аспекти ядрото на медийната грамотност, а именно способността за критично мислене (оценка) и културата на участие (създаване и комуникация).

## История
Началото на научното изследване на средствата за масова информация и тяхното въздействие върху познанието и поведението е поставено през 30-те години на XX век, като днес медиите се изучават от всякакви теоретични и емпирични ъгли – от психологията и социологията до комуникационните и медийните изследвания.
През първите десетилетия на XX век първата съществена непечатна форма на масова медия – радиото – придобива повсеместна популярност по начина, по който след това го прави телевизията, а на границата на новия век – интернет. Радиото, което струва по-малко от телефонния апарат и става широко достъпно през 20-те години на XX, притежава нещо, на което никоя медия дотогава не е била способна – позволявай на неограничен брой хора да слушат едно и също нещо по едно и също време. Сатурацията на разпространение на радиото в САЩ води до това, че под влиянието на тази медия регионалните различия между отделните общности в страната се заличават за сметка на усещането за един и същи начин на живот – американския. Навлизането на телевизията в американските домове е също толкова стихийно – през 1946 година в цялата страна има около 17 000 приемника. Седем години по-късно две трети от домакинствата притежават поне по един телевизор. Към средата на 50-те години на миналия век само в САЩ има около 36 млн. телевизионни приемника, докато в Европа броят им е едва 4,8 млн.
Френският лингвист, литературен теоретик, семиотик, философ и критик Ролан Барт започва да изследва и анализира масмедиите през 50-те години на миналия век, а сборникът му с есета „Митологии“ от 1957 година е смятан от някои за ключов труд в полето на медийните изследвания и основополагащ за медийната семиотика. Според Барт съвременният мит е начин на означаване, форма, комуникативна система, послание, реч, но не и понятие или идея, нито само устна реч – тъй като митичната реч е послание, тя може да се състои и от писма или изображения: писменият дискурс, както и фотографията, киното, репортажът, спортът, спектаклите, рекламата също могат да служат за основа на митичната реч. Реч е всяка значеща единица или всеки значещ синтез, независимо от това дали са словесни или визуални, които „опростяват“ света, като карат хората да вярват, че на знаците е присъщо едно или други значение. Според Барт митът спада към обширната наука за знаците и формите, която изучава значенията независимо от съдържанието им и в началото на XX век е определена от Сосюр под името семиология
Подобно на семиотичната интерпретация на понятието реч като всяка значеща единица или всеки значещ синтез, независимо от това дали са словесни или визуални, медийната грамотност, необходима за възприемането и критичното осмисляне на отделните послания (или митичната реч, за която говори Барт), приспособени за някаква социална употреба според средството, чрез което се комуникират, не се ограничава до определена медия или медиен формат.
Десет години след първата публикация на част от есетата, включени в „Митологии“, Джон Кълкин ще напише: „Постигането на (медийна) грамотност включва нещо повече от предупреждаването за въздействието на средствата за масово осведомяване и дори от непрекъснатото излагане на по-добрите предложения на тези медии. Това е въпрос, изискващ повече от добра воля; изисква разбиране, а обучението в това разбиране е задачата на училището!“ Кълкин е основател и дългогодишен директор на Center for Understanding Media (съвпадението със заглавието Understanding Media: The Extensions of Man на Маршал Маклуън не е случайно), консултант на редица организации, сред които I.B.M., Федералната комисия по комуникациите, UNICEF, Конференцията за децата на Белия дом и Американския филмов институт. Той започва да изследва влиянието на медиите още в края на 50-те и през 60-те става един от първите преподаватели в САЩ, които инициират изрична учебна програма за медийно образование в училищата, воден от убеждението, че Америка трябва да създаде медийно грамотно население и че основната отговорност за това трябва да поеме училището. Работейки с млади хора, той стига до заключението, че популярните филми, радиото и телевизията оказват огромен ефект върху тях, тъй като прекарват много повече време в консумация на медийно съдържание, отколкото учейки в класната стая. В резултат на това между по-старите поколения, ориентирани към писаното слово, и т.нар. „деца на електронната епоха“ възниква културна пропаст. Кълкин отстоява тезата, че хората трябва да бъдат обучавани да анализират средствата за масово осведомяване и да използват и други съвременни медии, модерните комуникационни техники да се използват за подобряване на образованието, качеството на програмите да се подобри.
През 1970 година обществената телевизия на Ню Йорк Сити, WNET, започва да подпомага преподавателите в местните училища с предложения и насоки как да инкорпорират телевизията в класната стая – програма, подкрепена по-късно от офиса на Министерството на образованието на САЩ. По това време в Англия възникват първите официални курсове за филмови, а по-късно и за медийни изследвания като опция за млади хора на възраст 14 – 19 години. Шотландия има отделна образователна система от останалата част на Обединеното кралство и започва да разработва политики за медийно образование през 80-те години.
Първата мащабна федерална инициатива за включване на медийната грамотност в учебната програма в САЩ е реализирана през 1978 година от администрацията на президента Джими Картър. След отправения призив за предложения за финансиране на проектни учебни програми, насочени към изграждането на умения за критично мислене на учениците спрямо телевизионното съдържание, са одобрени четири проекта. Правителственото финансиране обаче е прекратено през 1982 година както поради рецесията в средата на това десетилетие, така и поради това, че медийното образование се асоциира от голяма част от обществото с развлекателната технология на телевизията и включването на учебна програма за критично възприемане на телевизионното съдържание се разглежда като напълно излишно. През същата тази 1982 година в Грюнвалд, Германия, се провежда Международен симпозиум за медийно образование с участието на делегати от 19 държави, организиран от UNESCO, който завършва с подписването на Декларация за медийното образование“. Документът призовава „компетентните власти“ да „инициират и подкрепят всеобхватни програми за медийно образование – от предучилищния етап на образованието до университетско ниво и в образованието за възрастни“, да разработват курсове по обучение, да стимулират проучването и развитието и да „укрепят предприетите или предвидени от UNESCO действия и които имат за цел да насърчават международното сътрудничество в медийното образование“. Тази декларация често е цитирана в подкрепа на по-широкото медийно образование.

## В Европейския съюз
В Европа интерпретацията на термина „медийна грамотност“ се развива през 90-те години по подобие на приложението му в САЩ и четирите елемента на достъп, анализ, оценка и общуване се повтарят в научни и политически документи. Значимостта на медийната грамотност и необходимостта от интеграцията ѝ във формалното образование на колкото се може по-ранен етап са признати и намират все по-голяма тежест в политическия дневен ред на Европейската комисия още от началото на хилядолетието.
Към онзи момент Финландия, Норвегия, Унгария и Великобритания се открояват като държавите, в които медийното образование вече има изградени традиции и заема важна част от учебната програма, като се отчита и бързият темп на развитие в тази област, наблюдаван в Словения, отбелязва Андрю Харт в доклада към международния проект EuroMedia. Във Финландия и Норвегия медийното образование е основен предмет в учебната програма, главно като дял от обучението по майчин език. В тези страни ключовата роля на медийното образование за днешното и бъдещото общество е подчертана. Също така в рамките на отговорността на училището влиза подготовката на бъдещите поколения за компетентно справяне с инструментите на медийната грамотност. Великобритания следва същия път от години, поставяйки началото с интеграцията на медийното образование в образованието по майчин език.
В Европа, подобно на САЩ са направени значителни стъпки за включването на медийната грамотност в контекста на дискусиите за образователната реформа и технологичните промени. Поставени в рамката на една по-обширна концептуализация на грамотността, цифровата и медийната грамотност са разпознавани като средства за засилване на културата на участие на младите хора в гражданския и политическия живот, позволявайки им да търсят информация по релевантни проблеми, да оценяват качеството на наличната информация и да влизат в диалог с други, формирайки коалиции.
В съответствие с принципа на субсидиарност националните органи на държавите членки на Европейския съюз носят основната отговорност за включването на медийната грамотност в училищните програми на всички нива. Европейската комисия подкрепя развитието на сериозна научна дейност и обмен на информация в областта на медийната грамотност, разбирана като важен елемент от икономиката на знанието и важно допълнение към политиките на ЕС за медийния плурализъм, модернизацията на регулаторните рамки за аудиовизуални медийни услуги и електронни комуникации, стратегическите инициативи за мобилна телевизия и творческо съдържание в Интернет. Повишаването на конкурентоспособността в сектора на ИКТ и медиите, доизграждането на Единното европейско информационно пространство и поощряването на участието в обществения живот, по-качествените обществени услуги и по-високото качество на живот също са пряко свързани с нивото на медийната грамотност.
Директивата за аудиовизуалните медийни услуги (2010/13/ЕС) въведе въпроса за ангажимента на държавите членки за повишаването на медийната грамотност („развиването на медийна грамотност във всички сектори на обществото следва да бъде стимулирано, а неговият напредък да бъде следен отблизо“). Изискването за мониторинг на политиките на държавите членки за повишаване на медийната грамотност е закрепено нормативно в чл. 33 на Директивата, който установява ритъм на издаване на доклади относно „прилагането на настоящата директива и, ако е необходимо, прави допълнителни предложения за адаптирането ѝ към развитието в областта на аудиовизуалните медийни услуги, по-специално в светлината на последните технологични новости, конкурентоспособността в сектора и нивата на медийна грамотност във всички държави членки“. През 2018 година е приета ревизираната Директива за аудиовизуалните медийни услуги (2018/1808/ЕС). Законодателният акт предоставя и изчерпателна дефиниция на медийната грамотност, и определени изисквания, с които държавите членки трябва да се съобразяват.
Във връзка с осигуряването на защита на непълнолетните лица в чл. 28b се посочва, че държавите членки следва да осигуряват ефективни мерки и инструменти за медийна грамотност и повишават осведомеността на потребителите за тези мерки и инструменти. Чл. 30b регламентира създаването на Група на европейските регулатори за аудиовизуални медийни услуги (ERGA), чиито основни функции включват задачата да обменят опит и добри практики относно прилагането на регулаторната рамка за аудиовизуалните медийни услуги, включително относно достъпността и медийната грамотност. Чл. 33 гласи: Държавите членки насърчават и предприемат мерки за развитието на умения за медийна грамотност (1.), а до 19 декември 2022 година и на всеки 3 години след това държавите членки докладват на Комисията относно прилагането на параграф 1.
Единният европейски подход към медийната грамотност обхваща всички медии, чиито послания са информационни и творчески съдържания във формата на текстове, звуци и образи, пренасяни от различни средства на комуникация, сред които телевизия, кино, видео, интернет, радио, видеоигри и виртуални общности. Различните нива на медийната грамотност включват:
- сигурно владеене на всички съществуващи медии
- активно използване на медиите, включително участие във виртуални общности, по-ефективно използване на потенциала на медиите за развлечения, достъп до културата, диалог между различни култури, обучение и приложения от ежедневието
- критично отношение към медиите по отношение на качеството, способност за оценка на информацията, адекватна реакция спрямо реклама в различни медии, интелигентна употреба на търсачки
- творческо използване на медиите (създаване и разпространяване на образи, информация и съдържание)
- разбиране на медийната икономика и на разликата между плурализъм и медийна собственост
- познаване на проблематиката на авторското право, която се явява от съществено значение за „културата на законност“, особено за младото поколение в неговата роля едновременно на потребител и автор на съдържание.[28]

UNESCO борави с комплексна концепция за пълния набор от знания и умения на информационното общество, като подчертава важността на информационната грамотност в допълнение с компетенциите на медийната грамотност, ИКТ и цифровата грамотност – целият комплекс от способности и критично мислене, необходими на хората, общностите и нациите, за да участват в и да допринасят за обществата на глобалното знание. Въвеждайки стандарти за изграждане на универсални споразумения по възникващи проблеми чрез международно сътрудничество в областта на образованието, науката, културата и комуникациите на държавите членки на ООН, UNESCO декларира медийното образование като част от „фундаменталното право на всеки гражданин на всяка страна по света на свобода на изразяване и на информация и инструмент за изграждане и поддържане на демокрацията“.
В ръководството по медийна и информационна грамотност на UNESCO за преподаватели от 2011 година понятието медийна и информационна грамотност (MIL) е представено като комплекс от дисциплини, които преди са били отделни и ясно разграничими. Чрез MIL хората проумяват важността на медиите и другите източници на информация, което е необходимо, за да:
- Могат да вземат информирани решения
- Опознават света около себе си
- Изграждат чувство за принадлежност към общност
- Да поддържат публична дискусия
- Да учат през целия си живот

За формулиране на медийната грамотност като отделно, самостоятелно понятие, са изведени следните критерии:
- Разбиране за ролята и функциите на медиите в демократичните общества
- Разбиране за условията, при които медиите могат да изпълняват своите функции
- Критично оценяване на медийното съдържание в светлината на медийните функции
- Взаимодействие с медиите с цел себеизразяване и демократично участие
- Подбор на уменията (в това число такива, свързани с информационни и комуникационни технологии), необходими за създаването на потребителско съдържание (IGC)

Критериите за информационна грамотност са:
- Определяне и артикулиране на информационните потребности
- Откриване на информация
- Оценяване на информацията
- Организиране на информацията
- Използването на информация по етичен начин
- Съобщаване на информацията
- Използването на ИКТ умения за обработка на информация

Сборът от всички тези критерии за медийна и информационна грамотност дава една много по-пълна картина за измеренията на MIL като цяло.
През 2015 година се наблюдава изместване на фокуса на тенденциите в политиката за медийна грамотност и изследванията на европейско равнище към предимно технически умения, чиито комерсиални предимства за определени медийни индустрии лесно могат да бъда идентифицирани, отбелязва Паоло Чело. Той е основателят и генерален секретар на European Association for Viewers' Interests (EAVI) и автор на доклада Assessing Media Literacy Levels and the European Commission Pilot Initiative, предназначен за Европейската комисия. Според него се наблюдава завой към пазарите или към простите умения за онлайн достъп на цената на по-критични въпроси за това как хората оценяват медийните съобщения.
През 2010 година EAVI публикува доклад с резултатите от качествено изследване за определяне на подходящи критерии за оценяване на нивата на медийната грамотност, разлириано в сътрудничество с Френското министерство на образованието, Автономния университет на Барселона, Католическия университет на Льовен и Университета в Тампере. На базата на предложените критерии са измерени нивата на медийна грамотност в 27-те държави членки на ЕС към 2009 година България е с една от най-ниските оценки, наред с Румъния, Кипър, Гърция и Словакия. Според авторите на доклада не е неоправдано да се изгради позитивна, макар и не абсолютна връзка между медийното образование и прогреса, постигнат в техническите и комуникативните умения и способността за критично разбиране на хората. Същевременно трябва да се отчете възможността за неудовлетворителни нива на медийна грамотност дори при добро медийно образование, както и обратното – задоволителна степен на медийна грамотност при липса на медийно образование в дадена държава членка, и обстоятелствата, свързани с тези две хипотези, да се анализират. Масовата употреба на традиционни медии като телевизията индикират, че поне от технически-инструментална гледна точка няма съществени бариери пред традиционните средства за масово осведомяване (радио, телевизия и др.)

## Медийна грамотност и дезинформация
В заключенията на Съвета на ЕС относно развиването на медийна грамотност и критично мислене чрез образование и обучение от 2016 година се подчертава, че медийната грамотност е по-важна от всякога в ерата на интернет и социалните медии и че трябва да бъде интегрална част от образованието и обучението на всички нива.[32]
Европейската комисия поддържа позицията, че образованието и културата могат да бъдат важна част от решението за преодоляване на предизвикателствата, свързани с […] необходимостта да се насърчават критичното мислене и медийната грамотност в епоха, в която могат да се разпространяват „алтернативни факти“ и дезинформация онлайн.
На 3 май 2018 година Европейският парламент гласува Резолюция относно плурализма и свободата на медиите в Европейския съюз, в която подчертава, че медийната грамотност е основно демократично умение, което овластява гражданите, призовава Комисията и държавите членки да разработят конкретни мерки с цел насърчаване и подкрепа на проектите в областта на медийната грамотност като пилотния проект „Медийна грамотност за всички“ и да разработят цялостна политика за медийна грамотност, насочена към гражданите от всички възрастови групи и всички видове медии като неразделна част от политиката на Европейския съюз в областта на образованието, която да бъде целесъобразно подпомогната чрез съответните възможности за финансиране от ЕС, например европейските структурни и инвестиционни фондове и програмата „Хоризонт 2020“. (Съображение 55).

## В България
През 2017, 2018 и 2019 година България се нарежда сред държавите, които са най-уязвими за негативното влияние на дезинформацията, като основни причини за това са наличието на контролирани медии, недостатъците в образованието и ниската степен на доверие между хората. България заема 29 място от 35 държави в Индекса за медийната грамотност на Институт „Отворено общество“ и се намира в предпоследния, четвърти клъстер, редом с Румъния (28-о място), Сърбия (30-о място), и Черна гора (31-во място). Индексът оценява потенциалната устойчивост към разпространението на фалшиви новини като се използват индикатори за медийна свобода, образование и доверие между хората.
Като понятие медийната грамотност е въведена за първи път в българското средно образование в програмата за учебната 2018/2019 г. в контекста на темата за Гражданското общество и гражданско участие (осъзнава възможностите на критическата публичност за противодействие на медийни манипулации и политически популизъм), включена в учебното съдържание по Гражданско образование за XI кл. Акцент се поставя върху цифровите умения (информационни технологии) и киберсигурността, чието изучаване започва още от началния курс на обучение, не върху способността да се търси, интерпретира (конструират смисли, прави разлика между различните видове съобщения, в т.ч. търговски, политически и др.), оценява (чрез декодиране, анализиране, синтезиране) и произвежда (създава, приспособява, видоизменя) медийно съдържание.
В края на 2017 година в България започна дейността си Коалиция за медийна грамотност – обединение на организации в областта на образованието, журналистиката и гражданското участие, академични представители и експерти по медийна грамотност. Сдружението реализира първата ежегодна кампания за популяризиране на медийната грамотност в България, първата практическа конференция за учителите на тема „Как да преподаваме медийна грамотност“, обмен на добри практики между организациите, които имат разработени проекти по темата, и редица други инициативи.

## Цитирани източници
1. ↑  Finegold, David и др. 21st-Century Competencies and Their Impact: An Interdisciplinary Literature Review //  Hewlett Foundation.   2016.
2. ↑  Mediawijsheid //  Encyclopedisch kennisplatform.   2016-12-27. Посетен на 2020-04-04.
3. ↑  Marshall Mcluhan lecture recorded by ABC Radio National Network on 27 June 1979 in Australia //  YouTube.   Посетен на 2020-04-04.
4. ↑  Kay, Alan. The Infobahn Is Not the Answer //  Wired.   1994.
5. ↑  Rutherford, Paul. Endless Propaganda: The Advertising of Public Goods //  University of Toronto Press.   2000.
6. ↑  Aufderheide, Patricia. Media Literacy. A Report of the National Leadership Conference on Media Literacy //   Посетен на 2020-04-04.
7. ↑  Potter, W. J. и др. Reviewing Media Literacy Intervention Studies for Validity. //  Review of Communication Research (7).   2019. DOI:10.12840/ISSN.2255-4165.018. с. 38 – 66.
8. ↑  An Overview of Media Literacy //  Policy Department Structural and Cohesion Policies Culture and Education Note.   2008. IP/B/CULT/NT/2008_02.
9. ↑  Mapping of media literacy practices and actions in EU-28. //  European Audiovisual Observatory.   Council of Europe, 2016.
10. ↑  Potter, W. J. The state of media literacy //  Journal of Broadcasting & Electronic Media (54).   2010. с. 675 – 696.
11. ↑  Hobbs, Renée. The Seven Great Debatesin the Media literacy Movement //  International Communication Association.   1998.
12. ↑  Buckingham, David. Media Education. Literacy, Learning and Contemporary Culture //  Cambridge: Polity.   2003.
13. 1 2  Hobbs, Renee. The State of Media Literacy: A Response to Potter. //  Journal of Broadcasting & Electronic.   2011. с. 419 – 430.
14. ↑  Making sense of today's media content: Commission begins public media literacy consultation //   Brussels, 6 October 2006. Посетен на 2020-04-04.
15. ↑  Celot, Paolo. Media Literacy European Policy Recommendations. //  Prepared by EAVI with contributions from Partners and National Experts within the Emedus Project.   2014.
16. ↑  Wild, Larry. Television in the US: History and Production //  Northern State University.   2016.
17. ↑  Барт, Ролан. Въображението на знака.   София, Народна култура, 1991.
18. ↑  Brody, Richard. The Uses of Mythologies //  The New Yorker.   2012.
19. 1 2  Lambert, Bruce. Dr. John M. Culkin, 65; Scholar Studied Media's Effect on Society. //  The New York Times..   1993.
20. ↑  Hacker, Violaine. The EU media policy and the EU2020 Strategy: New roles and actions for players of the Creative Europe //  European Union at the crossroads: The European perspectives after the global crisis.   Budapest College of Communication, Business and Arts, 2011. с. 123 – 153.
21. ↑  Tyner, Kathleen. The Tale of the Elephant: Media Education in the United States //  New Directions: Media Education Worldwide.   British Film Institute, 1992. с. 170 – 71.
22. ↑  UNESCO Declaration on Media Education (Paris: UNESCO, 1982)
23. ↑  Media Education, ed. Zaghloul Morsy, Paris: UNESCO, 1984.
24. ↑  Hart, Andrew. Media education in 12 European countries. A comparative study of teaching media in mother tongue education in secondary schools //  ETH Zurich Research Collection.   Swiss Federal Institute of Technology, 2002.
25. ↑  Съобщение от Комисията до Европейския парламент, Съвета, Европейския икономически и социален комитет и Комитета на регионите – Европейски подход към медийната грамотност в цифрова среда /* COM/2007/0833 окончателен */ //  EUR-Lex.   2007. Посетен на 2020-04-04.
26. ↑  Директива 2010/13/ЕС на Европейския парламент и на Съвета от 10 март 2010 година за координирането на някои разпоредби, установени в закони, подзаконови и административни актове на държавите членки, отнасящи се до предоставянето на аудиовизуални медийни услуги (Директива за аудиовизуалните медийни услуги) (Текст от значение за ЕИП) //  EUR-Lex.   Посетен на 2020-04-04.
27. ↑  Директива (ЕС) 2018/1808 на Европейския парламент и на Съвета от 14 ноември 2018 година за изменение на Директива 2010/13/ЕС за координирането на някои разпоредби, установени в закони, подзаконови и административни актове на държавите членки, отнасящи се до предоставянето на аудиовизуални медийни услуги (Директива за аудиовизуалните медийни услуги), предвид променящите се пазарни условия //  EUR-Lex.   Посетен на 2020-04-04.
28. ↑  Съобщение от Комисията до Европейския Парламент, Съвета, Европейския Икономически и Социален Комитет и Комитета на Регионите – Европейски подход към медийната грамотност в цифрова среда /* COM/2007/0833 окончателен */ //  EUR-Lex.   Посетен на 2020-04-04.
29. ↑  Global MIL Assessment Framework //  UNESCO.   Посетен на 2020-04-04.
30. ↑  Media and information literacy curriculum for teachers.   UNESCO, 2017.
31. ↑  Celot, Paolo. Assessing media literacy levels and the European commission pilot initiative //  EAVI.   Brussels, 2015.
32. ↑  EAVI. Assessment Criteria for Media Literacy Levels in Europe. A comprehensive view of the concept of media literacy and an understanding of how media literacy levels in Europe should be assessed //  For the European Commission Directorate General Information Society and Media; Media Literacy Unit. Final Report.   2010.
33. ↑  Резолюция на Европейския парламент от 3 май 2018 година относно плурализма и свободата на медиите в Европейския съюз (2017/2209(INI)), сайт на Европейския парламент, Приети текстове – Плурализъм и свобода на медиите в Европейския съюз, 3 май 2018 г.
34. ↑  Лесенски, Марин. Ама вярно ли? Предпоставки за медийна грамотност и способност на Европа да се справи с феномена „пост-истина“ //  Институт Отворено общество.   София, Институт Отворено общество, 2017.
35. ↑  Лесенски, Марин. Търси се здрав разум. Устойчивост към негативните ефекти на „пост-истината“ и прогнозни показатели за нейното измерване //  Индекс за медийна грамотност 2018.   София, Институт Отворено общество, 2018.
36. ↑  Лесенски, Марин. Просто се замислете над това //  Резултати на Индекс за медийна грамотност.   София, Институт Отворено общество, 2019.
37. ↑  Министерство на образованието и науката

Учебна програма по гражданско образование за ХI клас (общообразователна подготовка) Архив на оригинала от 2021-06-16 в Wayback Machine.
38. ↑  Създаде се коалиция за ранна дигитално-медийна грамотност //  safenet.bg.   2017-09-08. Посетен на 2020-04-04.
39. ↑  Панова, Росица. Конференция „Как да преподаваме медийна грамотност“ //  EPALE – Electronic Platform for Adult Learning in Europe.   2018-10-10. Посетен на 2020-04-04.
40. ↑  За нас //  Коалиция за медийна грамотност.   Посетен на 2020-04-04.